# Kelvin Leerdam
Kelvin Leerdam (Paramaribo, 24 juni 1990) is een Nederlands-Surinaams profvoetballer voornamelijk als rechtsback of als middenvelder speelt.

## Carrière

### Feyenoord
Leerdam maakte op 13 november 2008 in de bekerwedstrijd tegen HHC Hardenberg (1-5 winst) zijn officiële debuut in het eerste elftal van Feyenoord. Op 16 november 2008 debuteerde hij in de Eredivisie. Op 12 april 2009 maakte hij zijn eerste doelpunt in een competitiewedstrijd van Feyenoord, het vijfde en laatste doelpunt tegen Heracles Almelo. Hij kwam in zijn eerste seizoen tot 21 wedstrijden in alle competities. Leerdam was nooit vaste basisspeler bij Feyenoord, maar was een gewaardeerde kracht. In zijn tweede en derde seizoen speelde hij 20 en 24 wedstrijden. In zijn vierde jaar was hij de vaste rechtsback van Feyenoord en miste hij slechts vier duels. Op 31 oktober 2012 maakte Leerdam bekend dat hij zijn aflopende contract niet zou gaan verlengen, waardoor hij in de zomer 2013 transfervrij kon vertrekken. Toenmalig trainer van Feyenoord Ronald Koeman haalde als reactie hierop Leerdam uit de selectie. Hij kwam in totaal 113 wedstrijden in actie voor Feyenoord en kwam daarin tot vier goals en tien assists.

### Vitesse
Op 2 juli 2013 tekende Leerdam een vierjarig contract bij Vitesse. Op 1 augustus 2013 maakte hij zijn debuut voor Vitesse in de UEFA Europa League-uitwedstrijd tegen Petrolul Ploiești. Op 4 augustus 2013 maakte Leerdam zijn eerste officiële doelpunt voor Vitesse, (wederom) tegen Heracles Almelo. Hij was dat jaar bijzonder productief en kwam tot acht goals, twee keer zoveel als in de vijf seizoenen daarvoor bij Feyenoord. Op 3 oktober 2014 scoorde hij twee keer in een 6-1 overwinning op ADO Den Haag. Het waren zijn enige twee goals dat seizoen. In zijn derde seizoen bij Vitesse speelde Leerdam vooral als linksback. In zijn laatste seizoen met Vitesse won Leerdam in 2017 de KNVB Beker. Medio 2017 liep zijn contract af. Hij speelde 106 wedstrijden voor Vitesse, scoorde dertien keer en gaf negen assists.

### Seattle Sounders
In juli 2017 vervolgde Leerdam zijn loopbaan in de Verenigde Staten bij Seattle Sounders dat uitkomt in de Major League Soccer. Hij maakte op 20 juli zijn debuut tegen D.C. United en was vier dagen later tegen San Jose Earthquakes goed voor zijn eerste goal. Met zijn club verloor hij de finale van de play-off van de Major League Soccer 2017 (de MLS Cup). In 2019 won Leerdam alsnog de MLS Cup met Seattle Sounders. In 2020 verloor hij wederom de finale waarna zijn contract afliep. Hij speelde 110 wedstrijden voor Seattle Sounders (tien goals, acht assists).

### Inter Miami en LA Galaxy
Op 24 maart 2021 tekende hij transfervrij voor drie jaar bij Inter Miami. Daar speelde hij één seizoen. Vervolgens maakte hij de overstap naar Los Angeles Galaxy. Daar kwam hij tot 37 wedstrijden in twee jaar. Op 1 januari 2024 liep zijn contract af.

### Heracles Almelo
Op 8 februari maakte Heracles Almelo bekend dat Leerdam terugkeerde in de Eredivisie. Hij tekende een contract voor anderhalf jaar tot de zomer van 2025.

## Statistieken
| Seizoen         | Club             | Competitie      | Competitie | Competitie | Beker | Beker | Internationaal | Internationaal | Totaal | Totaal |
| Seizoen         | Club             | Competitie      | Wed.       | Dlp.       | Wed.  | Dlp.  | Wed.           | Dlp.           | Wed.   | Dlp.   |
| --------------- | ---------------- | --------------- | ---------- | ---------- | ----- | ----- | -------------- | -------------- | ------ | ------ |
| 2008/09         | Feyenoord        | Eredivisie      | 18         | 1          | 1     | 0     | 2              | 0              | 21     | 1      |
| 2009/10         | Feyenoord        | Eredivisie      | 17         | 0          | 3     | 0     | —              | —              | 20     | 0      |
| 2010/11         | Feyenoord        | Eredivisie      | 22         | 3          | 1     | 0     | —              | —              | 23     | 3      |
| 2011/12         | Feyenoord        | Eredivisie      | 31         | 1          | 1     | 0     | —              | —              | 32     | 1      |
| 2012/13         | Feyenoord        | Eredivisie      | 11         | 0          | 1     | 0     | 4              | 0              | 16     | 0      |
| 2013/14         | Vitesse          | Eredivisie      | 28         | 8          | 2     | 0     | 2              | 0              | 32     | 8      |
| 2014/15         | Vitesse          | Eredivisie      | 20         | 2          | 3     | 0     | —              | —              | 23     | 2      |
| 2015/16         | Vitesse          | Eredivisie      | 15         | 1          | 1     | 0     | 2              | 0              | 18     | 1      |
| 2016/17         | Vitesse          | Eredivisie      | 28         | 1          | 5     | 1     | —              | —              | 33     | 2      |
| 2017            | Seattle Sounders | MLS             | 20         | 1          | 0     | 0     | 0              | 0              | 20     | 1      |
| 2018            | Seattle Sounders | MLS             | 28         | 0          | 0     | 0     | 1              | 0              | 29     | 0      |
| 2019            | Seattle Sounders | MLS             | 33         | 5          | 1     | 0     | 0              | 0              | 34     | 6      |
| 2020            | Seattle Sounders | MLS             | 23         | 3          | 0     | 0     | 2              | 0              | 25     | 3      |
| 2021            | Inter Miami      | MLS             | 28         | 0          | 0     | 0     | 0              | 0              | 28     | 0      |
| 2022            | LA Galaxy        | MLS             | 10         | 0          | 4     | 0     | —              | —              | 14     | 0      |
| 2023            | LA Galaxy        | MLS             | 20         | 1          | 3     | 0     | —              | —              | 23     | 1      |
| 2023/24         | Heracles Almelo  | Eredivisie      | 12         | 0          | 0     | 0     | —              | —              | 12     | 0      |
| 2024/25         | Heracles Almelo  | Eredivisie      | 1          | 0          | 0     | 0     | —              | —              | 1      | 0      |
| Carrière totaal | Carrière totaal  | Carrière totaal | 365        | 27         | 26    | 1     | 13             | 0              | 404    | 29     |

Bijgewerkt tot en met 18 november 2024.

## Erelijst
| Competitie       |             |             |             |             |
| Competitie       | Aantal      | Jaren       |             |             |
| SBV Vitesse      | SBV Vitesse | SBV Vitesse | SBV Vitesse | SBV Vitesse |
| ---------------- | ----------- | ----------- | ----------- | ----------- |
| KNVB Beker       | 1x          | 2016/17     |             |             |
| Seattle Sounders |             |             |             |             |
| MLS Cup          | 1x          | 2019        |             |             |